# Cystathionine
La cystathionine est un intermédiaire de la biosynthèse de la cystéine. Il est produit à partir de l'homocystéine et de la sérine par la cystathionine bêta-synthase et est clivé en cystéine et acide alpha-cétobutyrique par la cystathionine gamma-lyase.
L'excès de cystathionine dans l'urine est appelée cystathioninurie.

Métabolisme de la cystéine. En haut, réaction catalysée par la cystathionine bêta synthase ; en bas, réaction catalysée par la cystathionine gamma-lyase.